# Gran Premio motociclistico di Catalogna 2011
Il Gran Premio motociclistico di Catalogna 2011 corso il 5 giugno, è il quinto Gran Premio della stagione 2011. La gara si è disputata sul circuito di Catalogna.

## Prove e Qualifiche

### Classe 125
Le tre sessioni di prove libere ha visto Nicolás Terol (Aprilia) come il più veloce. La pole position è andata allo stesso Terol. Risultati dopo le qualifiche:
- 1 =  Nicolás Terol - Aprilia 1:51.281
- 2 =  Héctor Faubel - Aprilia 1:51.683
- 3 =  Maverick Viñales - Aprilia 1:52.099

### Moto2
La prima e la terza sessione di prove libere sono andate a Thomas Lüthi (Suter), la seconda a Simone Corsi (FTR).
La pole position è andata a Stefan Bradl (Kalex).
Risultati dopo le qualifiche:
- 1 =  Stefan Bradl - Kalex 1:46.753
- 2 =  Aleix Espargaró - Pons Kalex 1:46.867
- 3 =  Yūki Takahashi - Moriwaki 1:46.978

### MotoGP
Daniel Pedrosa, infortunatosi ad una spalla nel Gran Premio di Francia in un contatto con Simoncelli, rinuncia a partecipare all'evento per completare la fase di riabilitazione. Durante la seconda sessione di prove libere, Colin Edwards (Yamaha Tech 3) in una caduta si procura la frattura della clavicola destra ed è così costretto a sottoporsi ad intervento chirurgico e a saltare il resto del weekend.
Nella prima sessione di prove il miglior tempo è di Casey Stoner su Honda (1:43.918), seguito da Marco Simoncelli (Honda) e Jorge Lorenzo (Yamaha). Nella seconda sessione il migliore è ancora Stoner (1:42.940) seguito da Simoncelli e Andrea Dovizioso (Honda). Nella terza sessione davanti troviamo di nuovo Stoner (1:42.691), seguito da Lorenzo e Simoncelli. La Pole Position è andata a Marco Simoncelli (Honda) con il tempo di 1:42.413, la prima in carriera in MotoGP.
| Pos | Nº | Pilota           | Team                          | Tempo       |
| --- | -- | ---------------- | ----------------------------- | ----------- |
| 1   | 58 | Marco Simoncelli | San Carlo Honda Gresini-Honda | 1:42.413    |
| 2   | 27 | Casey Stoner     | Repsol Honda Team-HRC         | 1:42.429    |
| 3   | 1  | Jorge Lorenzo    | Yamaha Factory Racing-Yamaha  | 1:42.728    |
| 4   | 11 | Ben Spies        | Yamaha Factory Racing-Yamaha  | 1:42.742    |
| 5   | 4  | Andrea Dovizioso | Repsol Honda Team-HRC         | 1:42.749    |
| 6   | 35 | Cal Crutchlow    | Monster Yamaha Tech 3-Yamaha  | 1:43.202    |
| 7   | 46 | Valentino Rossi  | Ducati Team-Ducati            | 1:43.223    |
| 8   | 69 | Nicky Hayden     | Ducati Team-Ducati            | 1:43.228    |
| 9   | 19 | Álvaro Bautista  | Rizla Suzuki MotoGP-Suzuki    | 1:43.447    |
| 10  | 8  | Héctor Barberá   | Mapfre Aspar Team-Ducati      | 1:43.656    |
| 11  | 7  | Hiroshi Aoyama   | San Carlo Honda Gresini-Honda | 1:43.734    |
| 12  | 14 | Randy de Puniet  | Pramac Racing Team-Ducati     | 1:43.764    |
| 13  | 65 | Loris Capirossi  | Pramac Racing-Ducati          | 1:44.068    |
| 14  | 24 | Toni Elías       | LCR Honda MotoGP-Honda        | 1:44.510    |
| 15  | 17 | Karel Abraham    | Cardion AB Motoracing-Ducati  | 1:45.661    |
| 16  | 5  | Colin Edwards    | Monster Yamaha Tech 3-Yamaha  | senza tempo |

## Gara

### MotoGP

#### Arrivati al traguardo
| Pos | Nº | Pilota           | Squadra                 | Motocicletta | Giri | Tempo     | Griglia | Punti |
| --- | -- | ---------------- | ----------------------- | ------------ | ---- | --------- | ------- | ----- |
| 1   | 27 | Casey Stoner     | Repsol Honda            | Honda        | 25   | 43:19.779 | 2       | 25    |
| 2   | 1  | Jorge Lorenzo    | Yamaha Factory Racing   | Yamaha       | 25   | +2.403    | 3       | 20    |
| 3   | 11 | Ben Spies        | Yamaha Factory Racing   | Yamaha       | 25   | +4.291    | 4       | 16    |
| 4   | 4  | Andrea Dovizioso | Repsol Honda            | Honda        | 25   | +5.255    | 5       | 13    |
| 5   | 46 | Valentino Rossi  | Ducati Team             | Ducati       | 25   | +7.371    | 7       | 11    |
| 6   | 58 | Marco Simoncelli | San Carlo Honda Gresini | Honda        | 25   | +11.831   | 1       | 10    |
| 7   | 35 | Cal Crutchlow    | Monster Yamaha Tech 3   | Yamaha       | 25   | +26.483   | 6       | 9     |
| 8   | 69 | Nicky Hayden     | Ducati Team             | Ducati       | 25   | +33.243   | 8       | 8     |
| 9   | 65 | Loris Capirossi  | Pramac Racing           | Ducati       | 25   | +43.092   | 13      | 7     |
| 10  | 17 | Karel Abraham    | Cardion AB Motoracing   | Ducati       | 25   | +43.113   | 15      | 6     |
| 11  | 8  | Héctor Barberá   | Mapfre Aspar            | Ducati       | 25   | +44.224   | 10      | 5     |
| 12  | 19 | Álvaro Bautista  | Rizla Suzuki            | Suzuki       | 25   | +45.239   | 9       | 4     |
| 13  | 24 | Toni Elías       | LCR Honda               | Honda        | 25   | +58.268   | 14      | 3     |

#### Ritirati
| Nº | Pilota          | Squadra                 | Motocicletta | Giri | Griglia |
| -- | --------------- | ----------------------- | ------------ | ---- | ------- |
| 14 | Randy de Puniet | Pramac Racing           | Ducati       | 3    | 12      |
| 7  | Hiroshi Aoyama  | San Carlo Honda Gresini | Honda        | 3    | 11      |

#### Non partito
| Nº | Pilota        | Squadra               | Motocicletta |
| -- | ------------- | --------------------- | ------------ |
| 5  | Colin Edwards | Monster Yamaha Tech 3 | Yamaha       |

### Moto2
In questo Gran Premio lo spagnolo Carmelo Morales sostituisce Raffaele De Rosa nel team Desguaces La Torre G22.

#### Arrivati al traguardo
| Pos | Nº | Pilota             | Squadra                           | Motocicletta | Giri | Tempo     | Griglia | Punti |
| --- | -- | ------------------ | --------------------------------- | ------------ | ---- | --------- | ------- | ----- |
| 1   | 65 | Stefan Bradl       | Viessmann Kiefer Racing           | Kalex        | 23   | 41:38.888 | 1       | 25    |
| 2   | 93 | Marc Márquez       | CatalunyaCaixa Repsol             | Suter        | 23   | +4.141    | 5       | 20    |
| 3   | 40 | Aleix Espargaró    | Pons HP 40                        | Pons Kalex   | 23   | +8.409    | 2       | 16    |
| 4   | 3  | Simone Corsi       | Ioda Racing Project               | FTR          | 23   | +10.331   | 15      | 13    |
| 5   | 4  | Randy Krummenacher | GP Team Switzerland Kiefer Racing | Kalex        | 23   | +11.661   | 19      | 11    |
| 6   | 15 | Alex De Angelis    | JIR Moto2                         | MotoBi       | 23   | +12.383   | 20      | 10    |
| 7   | 34 | Esteve Rabat       | Blusens-STX                       | FTR          | 23   | +12.602   | 9       | 9     |
| 8   | 36 | Mika Kallio        | Marc VDS Racing                   | Suter        | 23   | +13.467   | 7       | 8     |
| 9   | 68 | Yonny Hernández    | Blusens-STX                       | FTR          | 23   | +16.612   | 21      | 7     |
| 10  | 76 | Max Neukirchner    | MZ Racing                         | MZ-RE Honda  | 23   | +16.735   | 24      | 6     |
| 11  | 45 | Scott Redding      | Marc VDS Racing                   | Suter        | 23   | +17.031   | 11      | 5     |
| 12  | 51 | Michele Pirro      | Gresini Racing                    | Moriwaki     | 23   | +18.460   | 14      | 4     |
| 13  | 25 | Alex Baldolini     | NGM Forward Racing                | Suter        | 23   | +22.933   | 27      | 3     |
| 14  | 19 | Xavier Siméon      | Tech 3 B                          | Tech 3       | 23   | +23.416   | 30      | 2     |
| 15  | 29 | Andrea Iannone     | Speed Master                      | Suter        | 23   | +23.449   | 22      | 1     |
| 16  | 44 | Pol Espargaró      | HP Tuenti Speed Up                | FTR          | 23   | +24.070   | 25      |       |
| 17  | 71 | Claudio Corti      | Italtrans Racing                  | Suter        | 23   | +24.111   | 18      |       |
| 18  | 31 | Carmelo Morales    | Desguaces La Torre G22            | Moriwaki     | 23   | +25.351   | 23      |       |
| 19  | 38 | Bradley Smith      | Tech 3 Racing                     | Tech 3       | 23   | +29.249   | 6       |       |
| 20  | 53 | Valentin Debise    | Speed Up                          | FTR          | 23   | +35.077   | 26      |       |
| 21  | 64 | Santiago Hernández | SAG Team                          | FTR          | 23   | +41.666   | 34      |       |
| 22  | 13 | Anthony West       | MZ Racing                         | MZ-RE Honda  | 23   | +52.103   | 31      |       |
| 23  | 16 | Jules Cluzel       | NGM Forward Racing                | Suter        | 23   | +1:02.492 | 10      |       |
| 24  | 49 | Kev Coghlan        | Aeroport de Castello              | FTR          | 23   | +1:16.294 | 32      |       |

#### Ritirati
| Nº | Pilota             | Squadra             | Motocicletta | Giri | Griglia |
| -- | ------------------ | ------------------- | ------------ | ---- | ------- |
| 80 | Axel Pons          | Pons HP 40          | Pons Kalex   | 18   | 16      |
| 60 | Julián Simón       | Mapfre Aspar        | Suter        | 15   | 8       |
| 54 | Kenan Sofuoğlu     | Technomag-CIP       | Suter        | 15   | 17      |
| 77 | Dominique Aegerter | Technomag-CIP       | Suter        | 15   | 12      |
| 21 | Javier Forés       | Mapfre Aspar        | Suter        | 11   | 13      |
| 75 | Mattia Pasini      | Ioda Racing Project | FTR          | 7    | 33      |
| 12 | Thomas Lüthi       | Interwetten Paddock | Suter        | 5    | 4       |
| 72 | Yūki Takahashi     | Gresini Racing      | Moriwaki     | 5    | 3       |
| 63 | Mike Di Meglio     | Tech 3 Racing       | Tech 3       | 5    | 29      |
| 39 | Robertino Pietri   | Italtrans Racing    | Suter        | 3    | 28      |
| 95 | Mashel Al Naimi    | QMMF Racing         | Moriwaki     | 2    | 36      |
| 9  | Kenny Noyes        | Avintia-STX         | FTR          | 0    | 35      |

#### Non partiti
| Nº | Pilota              | Squadra               | Motocicletta |
| -- | ------------------- | --------------------- | ------------ |
| 14 | Ratthapark Wilairot | Thai Honda Singha SAG | FTR          |
| 88 | Ricard Cardús       | QMMF Racing           | Moriwaki     |

### Classe 125
In questo Gran Premio corrono tre wildcard: lo spagnolo Josep Rodriguez (già presente nel GP di Spagna) e il britannico John McPhee su Aprilia, insieme al tedesco Kevin Hanus su Honda, alla terza presenza stagionale dopo Spagna e Portogallo.
Inoltre in questa occasione il norvegese Sturla Fagerhaug sostituisce Sarath Kumar nel team WTR–Ten 10 (Aprilia), mentre Alexis Masbou, che lo aveva fatto in Francia, prende il posto del nipponico Hiroki Ono nel team Caretta Technology (KTM).

#### Arrivati al traguardo
| Pos | Nº | Pilota              | Squadra                        | Motocicletta | Giri | Tempo     | Griglia | Punti |
| --- | -- | ------------------- | ------------------------------ | ------------ | ---- | --------- | ------- | ----- |
| 1   | 18 | Nicolás Terol       | Bankia Aspar                   | Aprilia      | 22   | 42:29.647 | 1       | 25    |
| 2   | 25 | Maverick Viñales    | Blusens by Paris Hilton Racing | Aprilia      | 22   | +10.356   | 3       | 20    |
| 3   | 94 | Jonas Folger        | Red Bull Ajo MotorSport        | Aprilia      | 22   | +15.260   | 7       | 16    |
| 4   | 11 | Sandro Cortese      | Intact-Racing Team Germany     | Aprilia      | 22   | +15.670   | 6       | 13    |
| 5   | 7  | Efrén Vázquez       | Avant-AirAsia-Ajo              | Derbi        | 22   | +15.942   | 5       | 11    |
| 6   | 5  | Johann Zarco        | Avant-AirAsia-Ajo              | Derbi        | 22   | +19.758   | 4       | 10    |
| 7   | 55 | Héctor Faubel       | Bankia Aspar                   | Aprilia      | 22   | +26.490   | 2       | 9     |
| 8   | 33 | Sergio Gadea        | Blusens by Paris Hilton Racing | Aprilia      | 22   | +26.681   | 9       | 8     |
| 9   | 26 | Adrián Martín       | Bankia Aspar                   | Aprilia      | 22   | +36.134   | 10      | 7     |
| 10  | 84 | Jakub Kornfeil      | Ongetta-Centro Seta            | Aprilia      | 22   | +36.776   | 15      | 6     |
| 11  | 52 | Danny Kent          | Red Bull Ajo MotorSport        | Aprilia      | 22   | +37.936   | 11      | 5     |
| 12  | 96 | Louis Rossi         | Matteoni Racing                | Aprilia      | 22   | +1:10.840 | 21      | 4     |
| 13  | 31 | Niklas Ajo          | TT Motion Events Racing        | Aprilia      | 22   | +1:11.704 | 23      | 3     |
| 14  | 10 | Alexis Masbou       | Caretta Technology             | KTM          | 22   | +1:11.798 | 17      | 2     |
| 15  | 23 | Alberto Moncayo     | Andalucia Banca Civica         | Aprilia      | 22   | +1:15.709 | 12      | 1     |
| 16  | 77 | Marcel Schrötter    | Mahindra Racing                | Mahindra     | 22   | +1:22.005 | 20      |       |
| 17  | 53 | Jasper Iwema        | Ongetta-Abbink Metaal          | Aprilia      | 22   | +1:25.457 | 13      |       |
| 18  | 3  | Luigi Morciano      | Team Italia FMI                | Aprilia      | 22   | +1:25.628 | 22      |       |
| 19  | 50 | Sturla Fagerhaug    | WTR-Ten10 Racing               | Aprilia      | 22   | +1:55.296 | 29      |       |
| 20  | 43 | Francesco Mauriello | WTR-Ten10 Racing               | Aprilia      | 22   | +1:55.382 | 27      |       |
| 21  | 30 | Giulian Pedone      | Phonica Racing                 | Aprilia      | 22   | +1:55.488 | 28      |       |
| 22  | 56 | Péter Sebestyén     | Caretta Technology             | KTM          | 21   | +1 giro   | 30      |       |
| 23  | 28 | Josep Rodriguez     | Wild Wolf-Racc-MS              | Aprilia      | 21   | +1 giro   | 25      |       |
| 24  | 86 | Kevin Hanus         | Team Hanush                    | Honda        | 21   | +1 giro   | 33      |       |
| 25  | 15 | Simone Grotzkyj     | Phonica Racing                 | Aprilia      | 21   | +1 giro   | 18      |       |
| 26  | 71 | John McPhee         | Racing Steps Foundation KRP    | Aprilia      | 20   | +2 giri   | 26      |       |
| 27  | 36 | Joan Perelló        | Matteoni Racing                | Aprilia      | 20   | +2 giri   | 31      |       |
| 28  | 17 | Taylor Mackenzie    | Phonica Racing                 | Aprilia      | 20   | +2 giri   | 34      |       |
| 29  | 19 | Alessandro Tonucci  | Team Italia FMI                | Aprilia      | 20   | +2 giri   | 32      |       |

#### Ritirati
| Nº | Pilota              | Squadra                | Motocicletta | Giri | Griglia |
| -- | ------------------- | ---------------------- | ------------ | ---- | ------- |
| 39 | Luis Salom          | RW Racing GP           | Aprilia      | 16   | 8       |
| 99 | Danny Webb          | Mahindra Racing        | Mahindra     | 0    | 14      |
| 44 | Miguel Oliveira     | Andalucia Banca Civica | Aprilia      | 0    | 16      |
| 63 | Zulfahmi Khairuddin | Airasia-Sic-Ajo        | Derbi        | 0    | 19      |
| 21 | Harry Stafford      | Ongetta-Centro Seta    | Aprilia      | 0    | 24      |